# Discographie de Claude François
Pour un article plus général, voir Claude François.
Cet article présente la discographie de Claude François.
Claude François connaît son premier succès en 1963 avec le titre Belles ! Belles ! Belles !. Durant les années 1960 et 1970, il devient un chanteur très populaire dans la francophonie, et connaît plusieurs grands succès, parmi lesquels Marche tout droit, Si j'avais un marteau, J'y pense et puis j'oublie, Même si tu revenais, Y a le printemps qui chante, Le Lundi au soleil, Belinda, Chanson populaire, Le téléphone pleure, Cette année-là, Magnolias for Ever, Alexandrie Alexandra ou encore Comme d'habitude (qui connaîtra un succès international en étant repris en anglais par Frank Sinatra sous le titre My Way).
Plusieurs chiffres, parfois qualifiés de fantaisistes, apparaissent dans les médias au sujet de ses ventes de disques,,,. Le chanteur aurait en réalité écoulé 20 millions de disques de son vivant, et 6 millions depuis sa mort.

## Albums

### Compilations

#### Compilations posthumes
Plusieurs compilations ont été éditées depuis le décès du chanteur. Certaines d'entre elles ont connu un grand succès et ont reçu des disques de certification :
- Double disque de platine : 10 ans déjà (1987)
- Disque de platine : Master série vol.1 (1990), Les plus grands succès (1988) et Ses plus grands succès (2001)
- Double disque d'or : Album Souvenir (1980) et La compil d'Alexandrie à Alexandra (1995)
- Disque d'or : Grand succès vol.2 (1978), Remix 90 (1990) et Le meilleur de Claude François (1997)

## Singles

### Classements
Ne sont présentés ici que les singles ayant été classés.

#### Années 1960
| Année | Single                                         | Classements | Classements | Classements | Classements | Classements | Classements | Classements | Classements | Classements | Classements | Classements | Classements | Classements | Classements | Classements | Classements | Ventes  |
| Année | Single                                         | ÉU          | CAN         | RU          | IR          | FRA         | BE/W        | BE/F        | SUI         | ITA         | ESP         | PB          | ALL         | AUT         | SUE         | ARG         | JAP         | Ventes  |
| ----- | ---------------------------------------------- | ----------- | ----------- | ----------- | ----------- | ----------- | ----------- | ----------- | ----------- | ----------- | ----------- | ----------- | ----------- | ----------- | ----------- | ----------- | ----------- | ------- |
| 1963  | Belles ! Belles !                              | -           | -           | -           | -           | 3           | 5           | -           | 13          | -           | -           | -           | -           | -           | -           | -           | -           | 150 000 |
| 1963  | Marche tout droit                              | -           | -           | -           | -           | 2           | 4           | -           | -           | -           | -           | -           | -           | -           | -           | -           | -           | 400 000 |
| 1963  | Pauvre petite fille riche                      | -           | -           | -           | -           | 2           | 5           | -           | -           | -           | -           | -           | -           | -           | -           | -           | -           | 300 000 |
| 1963  | Si j'avais un marteau                          | -           | -           | -           | -           | 2           | 2           | -           | -           | -           | -           | -           | -           | -           | -           | -           | -           | 400 000 |
| 1964  | Chaque jour c'est la même chose                | -           | -           | -           | -           | 1           | 6           | -           | -           | -           | -           | -           | -           | -           | -           | -           | -           | 300 000 |
| 1964  | J'y pense et puis j'oublie La ferme du bonheur | -           | -           | -           | -           | 1           | 2           | 9           | -           | -           | -           | -           | -           | -           | -           | -           | -           | 400 000 |
| 1964  | J'y pense et puis j'oublie La ferme du bonheur | -           | -           | -           | -           | 1           | 2           | 3           | -           | -           | -           | -           | -           | -           | -           | -           | -           | 400 000 |
| 1964  | Donna Donna                                    | -           | -           | -           | -           | 3           | 5           | -           | -           | -           | -           | -           | -           | -           | -           | -           | -           | 300 000 |
| 1965  | Les choses de la maison                        | -           | -           | -           | -           | 5           | 4           | -           | -           | -           | -           | -           | -           | -           | -           | -           | -           | 150 000 |
| 1965  | Quand un bateau passe                          | -           | -           | -           | -           | 4           | 9           | -           | -           | -           | -           | -           | -           | -           | -           | -           | -           | 200 000 |
| 1965  | Même si tu revenais                            | -           | -           | -           | -           | 4           | 3           | 19          | -           | -           | -           | -           | -           | -           | -           | -           | -           | 300 000 |
| 1966  | Le jouet extraordinaire                        | -           | -           | -           | -           | 4           | 3           | -           | -           | -           | -           | -           | -           | -           | -           | -           | -           | 150 000 |
| 1966  | Mais combien de temps                          | -           | -           | -           | -           | 6           | 15          | -           | -           | -           | -           | -           | -           | -           | -           | -           | -           | 100 000 |
| 1966  | Amoureux du monde entier                       | -           | -           | -           | -           | 6           | 19          | -           | -           | -           | -           | -           | -           | -           | -           | -           | -           | 150 000 |
| 1966  | J'attendrai                                    | -           | -           | -           | -           | 4           | 5           | -           | -           | -           | -           | -           | -           | -           | -           | -           | -           | 200 000 |
| 1967  | Car... tout le monde a besoin d'amour          | -           | -           | -           | -           | 5           | 17          | -           | -           | -           | -           | -           | -           | -           | -           | -           | -           | 100 000 |
| 1967  | Mais quand le matin                            | -           | -           | -           | -           | 3           | 4           | -           | -           | 8           | -           | -           | -           | -           | -           | -           | -           | 200 000 |
| 1967  | Comme d'habitude                               | -           | -           | -           | -           | 3           | 7           | -           | -           | -           | -           | -           | -           | -           | -           | -           | -           | 200 000 |
| 1968  | Pardon                                         | -           | -           | -           | -           | 8           | 35          | -           | -           | -           | -           | -           | -           | -           | -           | -           | -           | 75 000  |
| 1968  | Jacques a dit                                  | -           | -           | -           | -           | 5           | 3           | -           | -           | -           | -           | -           | -           | -           | -           | -           | -           | 100 000 |
| 1968  | Toi tu voudrais                                | -           | -           | -           | -           | 13          | 28          | -           | -           | -           | -           | -           | -           | -           | -           | -           | -           | 75 000  |
| 1968  | Avec la tête, avec le coeur                    | -           | -           | -           | -           | 4           | 15          | -           | -           | -           | -           | -           | -           | -           | -           | -           | -           | 100 000 |
| 1969  | Reste Eloïse                                   | -           | -           | -           | -           | 4           | 3           | -           | -           | -           | -           | -           | -           | -           | -           | -           | -           | 200 000 |
| 1969  | Rêveries                                       | -           | -           | -           | -           | 9           | 18          | -           | -           | -           | -           | -           | -           | -           | -           | -           | -           | 100 000 |
| 1969  | Un monde de musique                            | -           | -           | -           | -           | 16          | 26          | -           | -           | -           | -           | -           | -           | -           | -           | -           | -           | 50 000  |
| 1969  | Tout éclate, tout explose                      | -           | -           | -           | -           | 9           | 19          | -           | -           | -           | -           | -           | -           | -           | -           | -           | -           | 100 000 |

#### Années 1970
| Année | Single                                                   | Classements | Classements | Classements | Classements | Classements | Classements | Classements | Classements | Classements | Classements | Classements | Classements | Classements | Classements | Classements | Classements | Ventes    |
| Année | Single                                                   | ÉU          | CAN         | RU          | IR          | FRA         | BE/W        | BE/F        | SUI         | ITA         | ESP         | PB          | ALL         | AUT         | SUE         | ARG         | JAP         | Ventes    |
| ----- | -------------------------------------------------------- | ----------- | ----------- | ----------- | ----------- | ----------- | ----------- | ----------- | ----------- | ----------- | ----------- | ----------- | ----------- | ----------- | ----------- | ----------- | ----------- | --------- |
| 1970  | Une petite larme m'a trahi                               | -           | -           | -           | -           | 7           | 25          | -           | -           | -           | -           | -           | -           | -           | -           | -           | -           | 100 000   |
| 1970  | C'est de l'eau, c'est du vent                            | -           | -           | -           | -           | 8           | 23          | -           | -           | -           | -           | -           | -           | -           | -           | -           | -           | 100 000   |
| 1970  | Le monde est grand, les gens sont beaux                  | -           | -           | -           | -           | 16          | 24          | -           | -           | -           | -           | -           | -           | -           | -           | -           | -           | 75 000    |
| 1971  | Si douce à mon souvenir                                  | -           | -           | -           | -           | 4           | 17          | -           | -           | -           | -           | -           | -           | -           | -           | -           | -           | 150 000   |
| 1971  | C'est la même chanson                                    | -           | -           | -           | -           | 7           | 7           | -           | -           | -           | -           | -           | -           | -           | -           | -           | -           | 200 000   |
| 1971  | Il fait beau, il fait bon                                | -           | -           | -           | -           | 5           | 7           | -           | -           | -           | -           | -           | -           | -           | -           | -           | -           | 250 000   |
| 1972  | Un peu d'amour, beaucoup de haine                        | -           | -           | -           | -           | -           | 24          | -           | -           | -           | -           | -           | -           | -           | -           | -           | -           |           |
| 1972  | Comme un jour nouveau                                    | -           | -           | -           | -           | -           | 35          | -           | -           | -           | -           | -           | -           | -           | -           | -           | -           |           |
| 1972  | Y a le printemps qui chante (Viens à la maison)          | -           | -           | -           | -           | 5           | 4           | -           | -           | -           | -           | -           | -           | -           | -           | -           | -           | 300 000   |
| 1972  | Quand l'épicier ouvre sa boutique                        | -           | -           | -           | -           | -           | 32          | -           | -           | -           | -           | -           | -           | -           | -           | -           | -           | 75 000    |
| 1972  | Le Lundi au soleil Belinda                               | -           | -           | -           | -           | 1           | 3           | -           | -           | -           | -           | -           | -           | -           | -           | -           | -           | 600 000   |
| 1973  | Celui qui reste                                          | -           | -           | -           | -           | 5           | 15          | -           | -           | -           | -           | -           | -           | -           | -           | -           | -           | 250 000   |
| 1973  | Je viens dîner ce soir                                   | -           | -           | -           | -           | 6           | 4           | -           | -           | -           | -           | -           | -           | -           | -           | -           | -           | 250 000   |
| 1973  | A part ça la vie est belle                               | -           | -           | -           | -           | 6           | 12          | -           | -           | -           | -           | -           | -           | -           | -           | -           | -           | 150 000   |
| 1973  | Chanson populaire                                        | -           | -           | -           | -           | 2           | 1           | -           | -           | -           | -           | -           | -           | -           | -           | -           | -           | 600 000   |
| 1974  | Sha la la (Hier est près de moi)                         | -           | -           | -           | -           | 4           | 12          | -           | -           | -           | -           | -           | -           | -           | -           | -           | -           | 250 000   |
| 1974  | Le mal-aimé                                              | -           | -           | -           | -           | 3           | 4           | -           | -           | -           | -           | -           | -           | -           | -           | -           | -           | 250 000   |
| 1974  | Le téléphone pleure                                      | -           | -           | 35          | -           | 1           | 1           | 21          | -           | -           | -           | -           | -           | -           | -           | -           | -           | 1 000 000 |
| 1975  | Toi et moi contre le monde entier                        | -           | -           | -           | -           | 6           | 2           | -           | -           | -           | -           | -           | -           | -           | -           | -           | -           | 300 000   |
| 1975  | Le Chanteur malheureux                                   | -           | -           | -           | -           | 9           | 3           | -           | -           | -           | -           | -           | -           | -           | -           | -           | -           | 250 000   |
| 1975  | Où s'en aller                                            | -           | -           | -           | -           | -           | 12          | -           | -           | -           | -           | -           | -           | -           | -           | -           | -           |           |
| 1975  | Pourquoi pleurer (sur un succès d'été)                   | -           | -           | -           | -           | 12          | 8           | -           | -           | -           | -           | -           | -           | -           | -           | -           | -           | 200 000   |
| 1976  | 17 ans                                                   | -           | -           | -           | -           | 11          | 17          | -           | -           | -           | -           | -           | -           | -           | -           | -           | -           | 200 000   |
| 1976  | Sale bonhomme                                            | -           | -           | -           | -           | 12          | 19          | -           | -           | -           | -           | -           | -           | -           | -           | -           | -           | 200 000   |
| 1976  | La solitude c'est après Cette année-là                   | -           | -           | -           | -           | 10          | 12          | -           | -           | -           | -           | -           | -           | -           | -           | -           | -           | 200 000   |
| 1976  | Le vagabond                                              | -           | -           | -           | -           | 3           | 12          | -           | -           | -           | -           | -           | -           | -           | -           | -           | -           | 200 000   |
| 1977  | Quelquefois (avec Martine Clemenceau)                    | -           | -           | -           | -           | 7           | 4           | -           | -           | -           | -           | -           | -           | -           | -           | -           | -           | 200 000   |
| 1977  | Je vais à Rio                                            | -           | -           | -           | -           | 12          | 2           | -           | -           | -           | -           | -           | -           | -           | -           | -           | -           | 150 000   |
| 1977  | C'est comme ça que l'on s'est aimé (avec Kathalyn Jones) | -           | -           | -           | -           | 10          | 4           | -           | -           | -           | -           | -           | -           | -           | -           | -           | -           | 150 000   |
| 1977  | Toi et le soleil                                         | -           | -           | -           | -           | 18          | 15          | -           | -           | -           | -           | -           | -           | -           | -           | -           | -           | 100 000   |
| 1977  | Magnolias for Ever                                       | -           | -           | -           | -           | 4           |             | 22          | -           | -           | -           | -           | -           | -           | -           | -           | -           | 600 000   |
| 1978  | Alexandrie Alexandra                                     | -           | -           | -           | -           | 1           |             | 17          | -           | -           | -           | -           | -           | -           | -           | -           | -           | 800 000   |
| 1978  | Bordeaux rosé                                            | -           | -           | -           | -           | 14          |             | -           | -           | -           | -           | -           | -           | -           | -           | -           | -           | 200 000   |
| 1978  | Ecoute ma chanson                                        | -           | -           | -           | -           | 12          |             | -           | -           | -           | -           | -           | -           | -           | -           | -           | -           | 150 000   |
| 1978  | Rubis                                                    | -           | -           | -           | -           | 18          |             | -           | -           | -           | -           | -           | -           | -           | -           | -           | -           | 100 000   |

Les cases grisées signifient que les classements ne sont pas disponibles.

#### À partir des années 1980
| Année | Single                                               | Classements | Classements | Classements | Classements | Classements | Classements | Classements | Classements | Classements | Classements | Classements | Classements | Classements | Classements | Classements | Classements | Ventes  |
| Année | Single                                               | ÉU          | CAN         | RU          | IR          | FRA         | BE/W        | BE/F        | SUI         | ITA         | ESP         | PB          | ALL         | AUT         | SUE         | ARG         | JAP         | Ventes  |
| ----- | ---------------------------------------------------- | ----------- | ----------- | ----------- | ----------- | ----------- | ----------- | ----------- | ----------- | ----------- | ----------- | ----------- | ----------- | ----------- | ----------- | ----------- | ----------- | ------- |
| 1990  | Même si tu revenais (Remix 90)                       | -           | -           | -           | -           | 5           |             | -           | -           | -           | -           | -           | -           | -           | -           | -           | -           | 150 000 |
| 1990  | Mégamix                                              | -           | -           | -           | -           | 2           |             | 27          | -           | -           | -           | -           | -           | -           | -           | -           | -           | 200 000 |
| 1990  | J'attendrai (Remix 90)                               | -           | -           | -           | -           | 19          |             | -           | -           | -           | -           | -           | -           | -           | -           | -           | -           | 50 000  |
| 1998  | Alexandrie Alexandra (Technomix)                     | -           | -           | -           | -           | 45          | 37          | -           | -           | -           | -           | -           | -           | -           | -           | -           | -           |         |
| 2001  | Don't cry baby (Magnolias 2001) (avec Black Project) | -           | -           | -           | -           | 50          | -           | -           | -           | -           | -           | -           | -           | -           | -           | -           | -           |         |

Les cases grisées signifient que les classements ne sont pas disponibles.